# Arraia-Maeztu
Arraia-Maeztu község Spanyolországban, Arabában. Lakosainak száma 822 fő (2024).

## Földrajza
Arraia-Maeztu Salvatierra/Agurain, Alegría-Dulantzi, Harana/Valle de Arana, Campezo-Kanpezu, Bernedo, Iruraiz-Gauna és San Millán községekkel határos.

## Népesség
A település lakosságának változását az alábbi diagram mutatja:
| Lakosok száma | 715  | 736  | 728  | 710  | 722  | 714  | 722  | 726  | 800  | 822  |
|               | 2001 | 2004 | 2006 | 2009 | 2011 | 2014 | 2016 | 2019 | 2021 | 2024 |